# Electric Byrd
Electric Byrd è un album di Donald Byrd, pubblicato dalla Blue Note Records nell'ottobre del 1970. Il disco fu registrato il 15 maggio 1970 al Van Gelder Studio di Englewood Cliffs, New Jersey. Lo stile musicale di Donald Byrd scivola in un fusion-jazz funk (cambiamento che già si avvertiva nel precedente album Fancy Free) molto di moda nei primi anni settanta.

## Tracce
Brani composti da Donald Byrd, tranne dove indicato
Lato A
1. Estavanico – 11:00
2. Essence – 10:30

Lato B
1. Xibaba – 13:35 (Airto Moreira)
2. The Dude – 8:00

## Musicisti
- Donald Byrd - tromba
- Bill Campbell - trombone
- Hermeto Pascoal - flauto (solo nel brano: Xibaba)
- Jerry Dodgion - sassofono alto, sassofono soprano, flauto
- Lew Tabackin - sassofono tenore, flauto
- Frank Foster - sassofono tenore, clarinetto alto
- Pepper Adams - sassofono baritono, clarinetto
- Duke Pearson - pianoforte elettrico
- Wally Richardson - chitarra
- Ron Carter - contrabbasso
- Mickey Roker - batteria
- Airto Moreira - percussioni[5]